# Podzvizd
Podzvizd (en cyrillique : Подзвизд) est un village de Bosnie-Herzégovine. Il est situé dans la municipalité de Velika Kladuša, dans le canton d'Una-Sana et dans la fédération de Bosnie-et-Herzégovine. Selon les premiers résultats du recensement bosnien de 2013, il compte 899 habitants.

## Histoire
La forteresse de Podzvizd, qui remonte à la fin du XIIIe siècle ou au début du XIVe siècle, est inscrite sur la liste des monuments nationaux de Bosnie-Herzégovine.

## Démographie

### Évolution historique de la population dans la localité
| 1948 | 1953 | 1961 | 1971 | 1981 | 1991  | 2013 |
| ---- | ---- | ---- | ---- | ---- | ----- | ---- |
| -    | -    | 657  | 767  | 990  | 1 079 | 899  |

|  |

### Communauté locale
En 1991, la communauté locale de Podzvizd comptait 5 029 habitants, répartis de la manière suivante :